# Платформа имени Валерия Грушина
Платформа имени Валерия Грушина — остановочный пункт расположен в Самарской области на территории Ставропольского района
Собственник остановочного пункта — Куйбышевская железная дорога — филиал Открытого акционерного общества «Российские железные дороги».
Остановочный пункт расположен на однопутном электрифицированном участке.
Остановочный пункт «135-й километр» (место проведения фестивалей авторской песни) в 2001 году была переименована в «Платформу имени Валерия Грушина». Официально название было присвоено лишь спустя 20 лет — в 2021 году. Тогда же платформа была капитально реконструирована.
На берегах озёр находится фестивальная поляна, на которой проводится в том числе и Грушинский фестиваль.

## Деятельность
Остановочный пункт пригородного направления: «Самара — Жигулёвское море».
Через остановочный пункт осуществляются перевозки пассажиров на пригородных электропоездах из Самары в Тольятти и Жигулёвск.
В период Грушинского фестиваля курсируют дополнительные пригородные электропоезда «Фестивальные», перевозящие десятки тысяч пассажиров.